# Camarate
Camarate ist eine portugiesische Kleinstadt (Vila) und ehemalige Gemeinde nordöstlich von Portugals Hauptstadt Lissabon. Der Ort zählt heute zur Metropolregion Lissabon, das Gelände des Lissabonner Flughafens liegt zum Teil im Gemeindegebiet.
In Portugal ist der Ort vor allem mit dem Flugunfall vom 4. Dezember 1980 verbunden, als hier der damalige Premierminister Francisco Sá Carneiro, dessen dänische Geliebte Snu Abecassis und der Verteidigungsminister Adelino Amaro da Costa nebst Gattin bei einem ungeklärt gebliebenen Absturz den Tod fanden und der Namen Camarates landesweit bekannt wurde.

## Geschichte

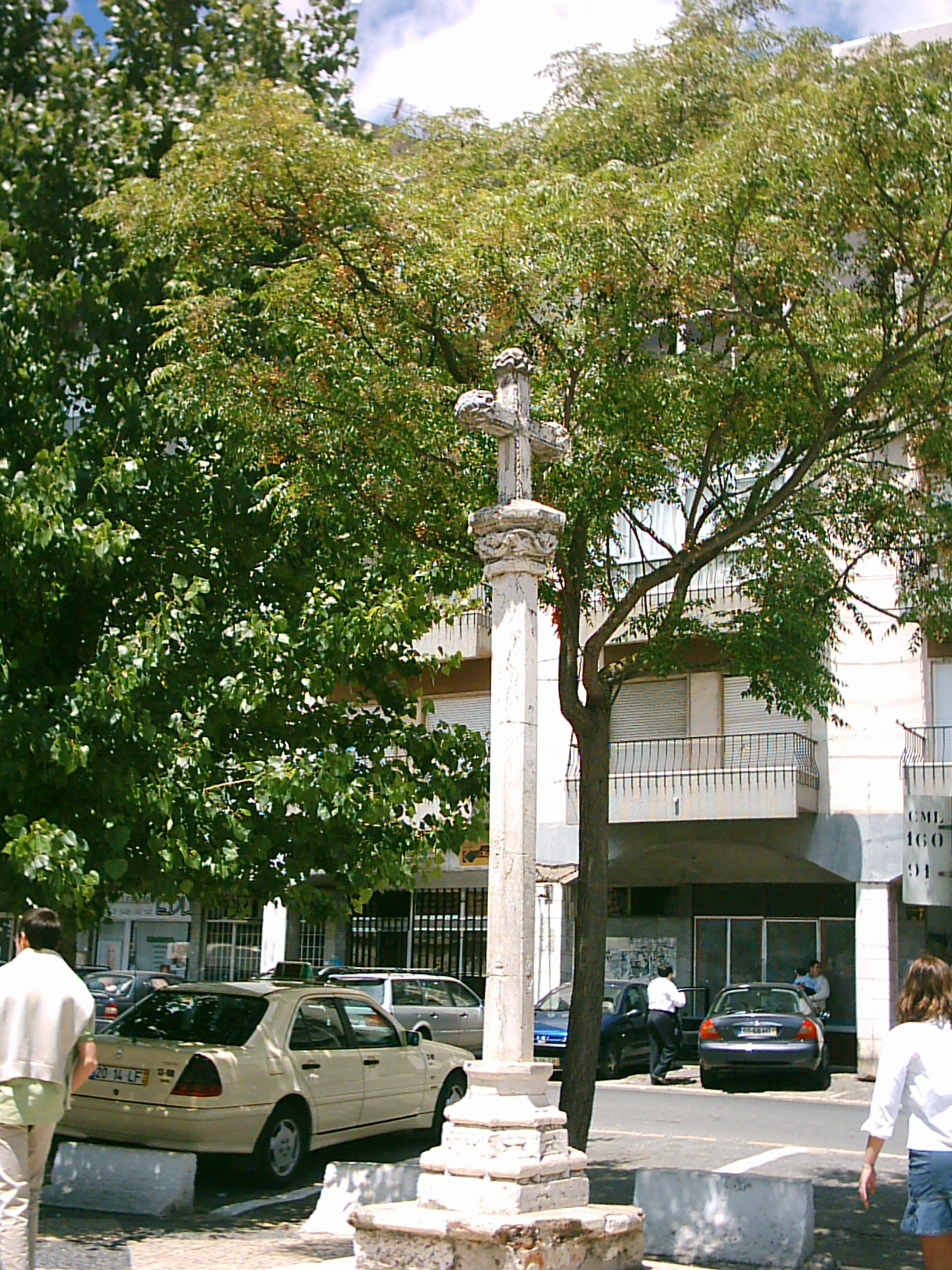
Der Schandpfahl im Zentrum Camarates aus dem 16. Jahrhundert, der die erteilten Stadtrechte von 1511 markierte.

Im Mittelalter war der Ort als Rastplatz auf dem Weg nach Lissabon bekannt. Daraus resultiert auch eine der drei kursierenden Theorien zum Ortsnamen. So soll hier eine Übernachtungskammer der portugiesischen Könige, eine Camarata Real bestanden haben. Eine zweite Theorie besagt, hier habe man Wein vor allem der Rebsorte Camarate angebaut, der im Laufe der Zeit dann auch dem Ort den Namen gab. Die dritte und von vielen als plausibelste angesehene Theorie sieht den Ursprung im Namen der hier lebenden Maurenfamilie Banu Qamaratti während der arabischen Herrschaft.
Camarate gehörte zur Gemeinde Sacavém. Um 1380 entstand die heutige Gemeindekirche.
Nuno Álvares Pereira soll nach der Portugiesische Revolution von 1383 auf einem hiesigen Landgut, das zu dem ihm vermachten Geschenken nach seinen Verdienten im Krieg gehörte, einige Zeit mit seiner Mutter gelebt haben. Das Ortswappen zeigt sein Kreuz, das auch im Wappen seines Heimatortes Cernache do Bonjardim verewigt ist.
1511 wurde der Ort eine eigenständige Gemeinde und erhielt von König D. Manuel Stadtrechte.
Im 16. Jahrhundert zogen vermehrt adelige Familien aus Lissabon her und kauften oder gründeten Landgüter, sogenannte Quintas. Sie betrieben vor allem Weinbau. Diese Tradition ist ebenfalls im Ortswappen verewigt.
Im Verlauf der Industrialisierung seit dem 19. Jahrhundert, insbesondere aber seit dem Wachstum der Vorstädte Lissabons ab den 1960er Jahren wuchs die Einwohnerzahl Camarate an. Der Ort zählt heute selbst zu den Vorstädten Lissabons.
Am 4. Dezember 1980 stürzte hier ein Flugzeug mit Premierminister Francisco Sá Carneiro, dessen Geliebten Snu Abecassis, Verteidigungsminister Adelino Amaro da Costa und dessen Gattin ab. Alle Insassen starben. Bis heute ranken sich Legenden und Theorien um das nicht abschließend geklärte Unglück, das Thema einer Vielzahl Bücher und Filme war und den Namen der Ortschaft im Land bekannt machte.
Am 12. Juli 1997 wurde Camarate zur Kleinstadt (Vila) erhoben.
Die eigenständige Gemeinde Camarate wurde mit der Gebietsreform 2013 aufgelöst und mit anderen zur neuen Gemeinde Camarate, Unhos e Apelação zusammengeschlossen.

## Verwaltung
Camarate war Sitz einer gleichnamigen Gemeinde  (Freguesia) im Kreis (Concelho) von Loures, im Distrikt Lissabon. Die Gemeinde hatte eine Fläche von 5,7 km² und umfasste eine Bevölkerung von 19.946 Personen (Stand 30. Juni 2011).
Die Gemeinde bestand nur aus dem gleichnamigen Ort, der sich aus einer Vielzahl Wohnviertel (Bairros) und (meist ehemals) ländliche Wohnsitze (Quintas) zusammensetzte, deren Bezeichnungen jedoch keinerlei offizielle Bedeutung haben:
| - Bairro de Angola - Bairro da Boavista - Bairro da Bogalheira - Bairro da CAAR - Bairro da Esperança - Bairro dos Fetais de Baixo - Bairro dos Fetais de Cima - Bairro das Fontaínhas - Bairro do Grilo | - Bairro das Loureiras - Bairro de Mira-Loures - Bairro de Santiago - Bairro de Santo António - Bairro de São Benedito - Bairro de São Francisco - Bairro de São João - Bairro de São José - Bairro de São Lourenço | - Bairro das Sousas - Bairro da Torre - Bairro Fonte da Pipa - Bairro Mucharros - Quinta de Marvila - Quinta do Paraíso - Quinta de Santa Rosa - Quinta do Galeão |

Im Zuge der Gebietsreform im September 2013 wurde die Gemeinde Camarate aufgelöst und mit Apelação und Unhos zur neuen Gemeinde União das Freguesias de Camarate, Unhos e Apelação zusammengeschlossen. Camarate wurde Sitz der Gemeinde.